# رامي عبده
رامي عبده هو خبير مالي فلسطيني، ومؤسس ورئيس المرصد الأورومتوسطي لحقوق الإنسان في جنيف. يعمل عبده مديرًا تنفيذيًا لمجموعة «نيكسس» لاستشارات الأعمال والعلاقات العامة، وهو حاصل على درجة الدكتوراة في القانون والتمويل من جامعة مانشستر متروبوليتان، ودرجتي ماجستير في التمويل من جامعتي مانشستر متروبوليتان في مانشستر، والجامعة الأردنية في عمان.
دعم رامي عبده تأسيس مشروع «لسنا أرقامًا» بعد عملية الجرف الصامد على قطاع غزة عام 2014، والتي قتل خلالها نحو 2,147 فلسطينيًا، يهتم المشروع بالكتاب الناشئين ممن يكتبون باللغة الإنجليزية في مناطق قطاع غزة والضفة الغربية ومخيمات اللاجئين الفلسطينيين في لبنان، بهدف تدريبهم على الكتابة الإبداعية والصحافية لإيصال الصورة الإنسانية خلف أرقام الضحايا.
ترشح رامي عبده عام 2016 لنيل جائزة «جيمي برنت» الدولية؛ التي تُقدّم للمدافعين عن حقوق الإنسان والمساهمين في كشف الانتهاكات بمختلف مناطق العالم، وتُعنى بالإنجازات النوعية للمنظمات والأفراد.

## الحياة العملية
قبل عمله رئيسًا للمرصد الأورومتوسطي لحقوق الإنسان، شغل رامي عبده منصب منسق مشاريع في البنك الدولي، وأستاذَا مساعدًا في التمويل، إلى جانب عمله في وزارة المالية التابعة للسلطة الوطنية الفلسطينية وعددٍ من المنظمات الدولية التي نفذت مشاريع مختلفة لدعم الاقتصاد ومعالجة الوضع الإنساني في الأراضي الفلسطينية.
بحكم عمله الحقوقي، ينشط رامي عبده في مجلس حقوق الإنسان التابع للأمم المتحدة، بحيث يشارك بانتظامٍ في جلساته الدورية، ويلقي بيانات شفوية حول حالة حقوق الإنسان في الشرق الأوسط، ويشارك في ندوات على هامش دورات المجلس لمناقشة انتهاكات حقوق الإنسان في المنطقة العربية.
إلى جانب ذلك، يظهر عبده بانتظام على الفضائيات والقنوات الإعلامية والصحف الإخبارية التي تُجري لقاءات معه حول الوضع الإنساني في دول الشرق الأوسط عمومًا، والأراضي الفلسطينية على وجه التحديد، ومن تلك الوسائل قناة الجزيرة، والتلفزيون العربي، وأسوشيتد برس، ووكالة الأناضول، وميدل إيست مونيتور، وموندويس، وميدل إيست آي، والعربي الجديد.

## الأعمال المنشورة
شارك رامي عبده بتأليف عددٍ من المطبوعات والمقالات، مثل الهروب من الخلاص: نحو حلول لأزمة الهجرة الإنسانية الدولية، وهو كتابٌ نشرته مؤسسة بيرتلسمان في ألمانيا عام 2017، وناقش فيه عبده دوافع الفلسطينيين في غزة لسلك سبل خطرةٍ ومميتة لأجل الهجرة خارجها وسبل معالجة تلك المخاطر. إلى جانب ذلك، ساهم عبده في دراسة بعنوان «أثر 50 يومًا من النزاع في غزة على الأطفال: دراسة وصفية»، والتي نشرتها مجلة «ذا لانسيت»، إحدى أبرز المجلات الطبية في العالم.
بالإضافة إلى الكتب، نشر رامي عبده عددًا من المقالات على مجلات ومواقع إلكترونية مختلفة، كان أبرز تلك المقالات «في الوقت الذي يتصاعد فيه قمع حكومات الشرق الأوسط، على الشركات أن تقود الإصلاح» في موقع كلية لندن للاقتصاد ومجلة المخاطر السياسية. ومقالة بعنوان «جائحة كورونا تكشف كلفة افتقار حكومات الشرق الأوسط وشمال أفريقيا لمعايير حقوق الإنسان للأعمال» في موقع جامعة أكسفورد.

## روابط خارجية
- الموقع الرسمي